# Pontorson
Pontorson is een gemeente in het Franse departement Manche in de regio Normandië. De plaats maakt deel uit van het arrondissement Avranches. Pontorson telde op 1 januari 2022 4.319 inwoners.

## Geschiedenis
Op 1 januari 1973 fuseerde de gemeente samen met Ardevon, Beauvoir, Boucey, Cormeray, Curey, Moidrey en Les Pas. Op 1 januari 1989 werd Beauvoir weer een zelfstandige gemeente. Op 1 januari 2016 werden de gemeenten Macey en Vessey opgeheven en opgenomen in Pontorson.

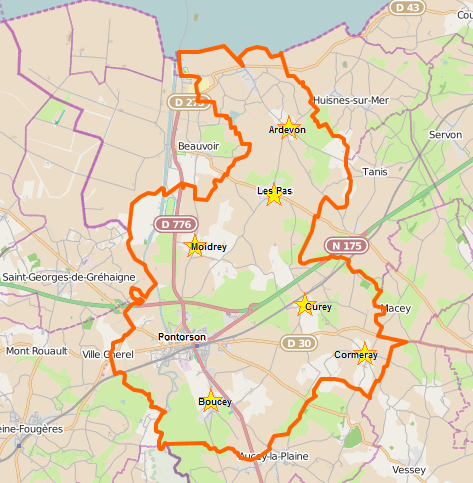
Pontorson en de communes assiciées tussen 1989 en 2016.

## Geografie
De oppervlakte van Pontorson bedroeg op 1 januari 2022 61,47 vierkante kilometer; de bevolkingsdichtheid was toen 70,3 inwoners per km². Pontorson ligt ongeveer 10 km van Mont Saint-Michel waarmee het via een autoweg verbonden is. Vanuit Pontorson loopt ook een wandelpad naar Mont Saint-Michel langs de rivier de Couesnon.
De onderstaande kaart toont de ligging van Pontorson en de op 1 januari 2016 opgenomen gemeenten met de belangrijkste infrastructuur en aangrenzende gemeenten.

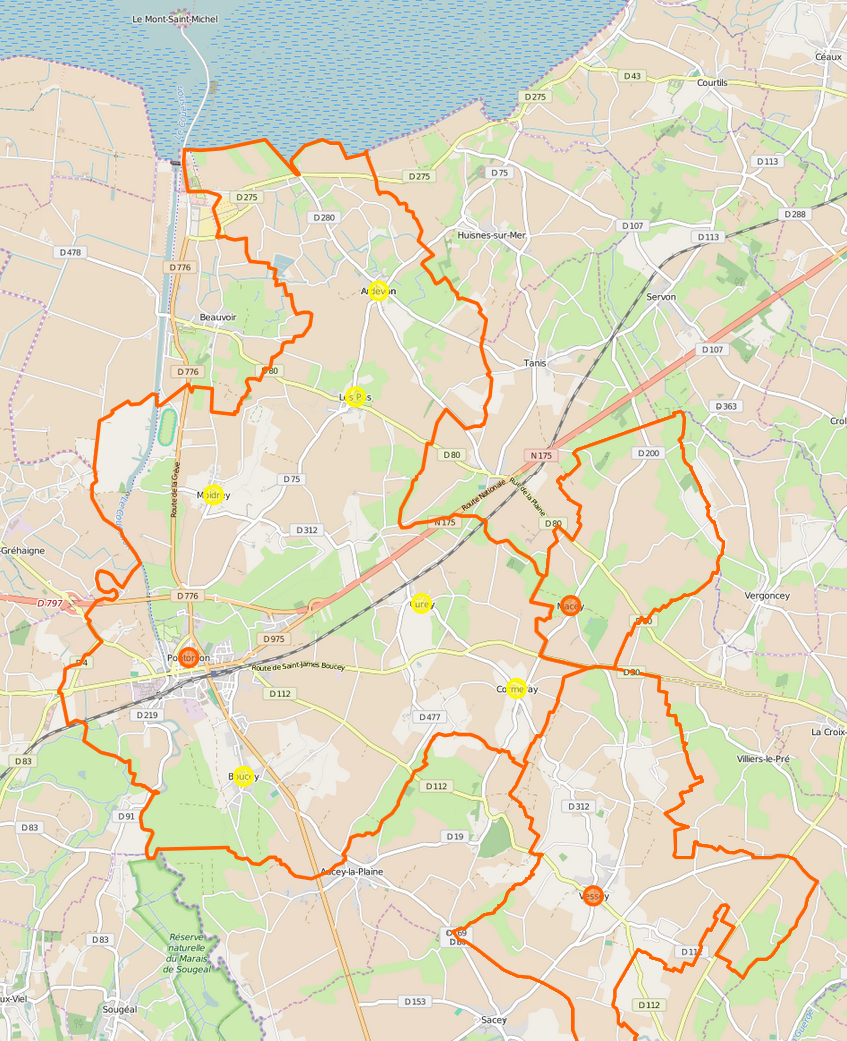

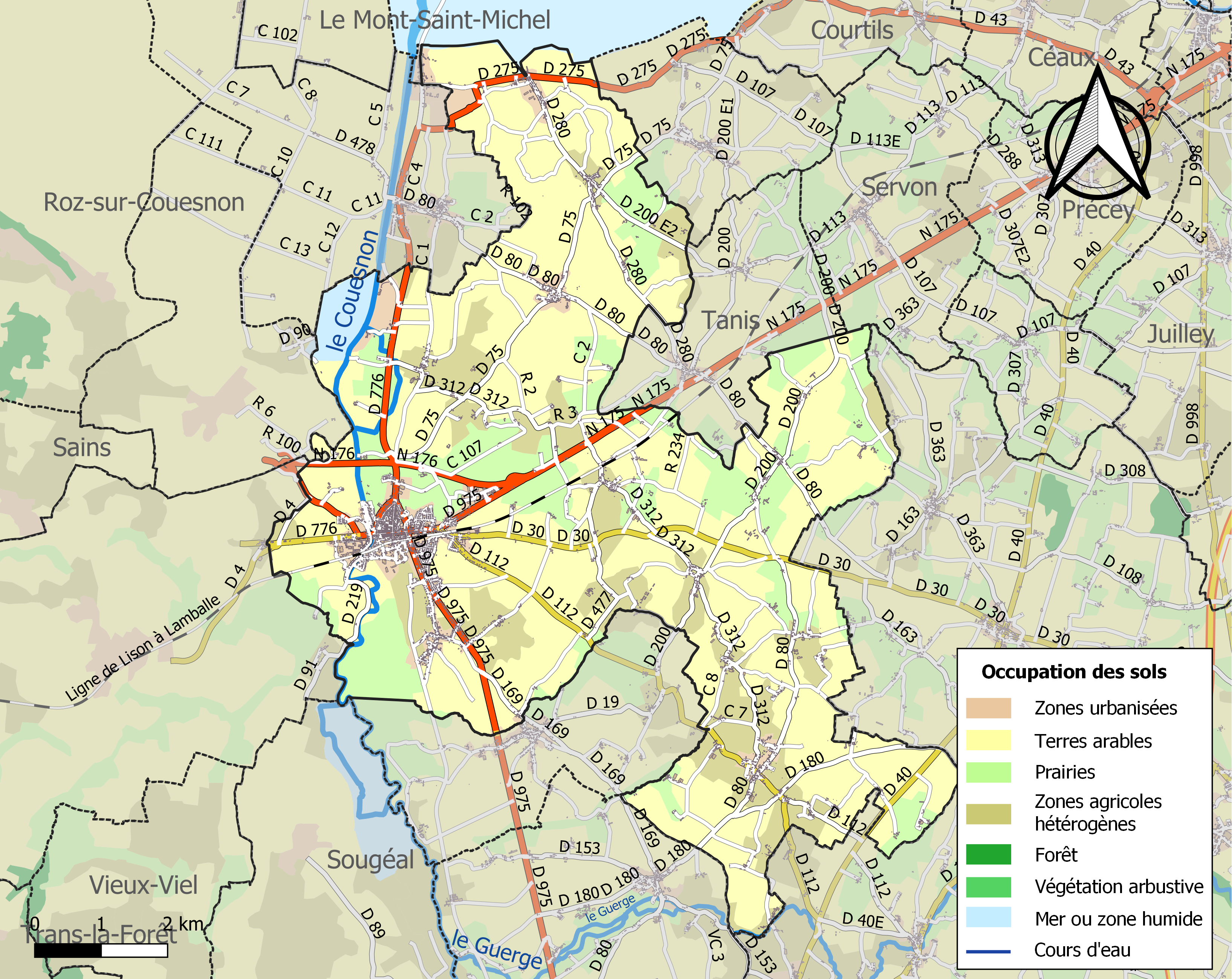
Kaart van de gemeente met de belangrijkste infrastructuur, bodemgebruik en omliggende gemeenten

## Verkeer en vervoer
In de gemeente ligt spoorwegstation Pontorson-Mont-Saint-Michel. Dit is het station dat ook de nabijgelegen toeristische trekpleister Mont Saint-Michel bedient; er stoppen echter maar enkele treinen per dag.

## Demografie
Onderstaande figuur toont het verloop van het inwonertal (bron: INSEE-tellingen).